# Kenya (Schiff, 1951)
Die Kenya war ein 1951 in Dienst gestelltes Passagierschiff der britischen British India Steam Navigation Company. Sie verblieb bis 1969 im Liniendienst von London nach Durban und wurde anschließend nach nur 18 Jahren in La Spezia abgewrackt.

## Geschichte
Die Kenya entstand unter der Baunummer 719 in der Werft von Barclay, Curle & Company in Glasgow und lief am 28. November 1950 vom Stapel. Nach der Übergabe an die British India Steam Navigation Company am 12. Juli 1951 nahm das Schiff am 22. August (andere Quellen sprechen vom 25. August) 1952 den Liniendienst von London nach Durban auf. Zwischenhalt machte es hierbei in Gibraltar, Neapel, Port Said, Aden, Sansibar, Daressalam und Beira. 1952 folgte mit der Uganda ein Schwesterschiff.
Am 11. Mai 1952 wurde die Kenya durch einen Brand in einem ihrer Lagerräume leicht beschädigt. Im Juli 1953 beteiligte sie sich bei einer Flottenparade in Spithead und empfing im Oktober 1953 Prinzessin Margaret im Rahmen der Feierlichkeiten zur Eröffnung einer neuen Hafenanlage in Daressalam. Ansonsten verlief die Dienstzeit des Schiffes ohne größere Vorkommnisse.
Nach der Schließung des Sueskanals 1967 musste die Kenya über den Atlantikweg Südafrika anlaufen und machte hierbei Zwischenhalt in Spanien und Portugal. Die Überfahrt dauerte durch diesen Umweg erheblich länger und wurde schließlich unrentabel. Am 7. Juni 1969 beendete das Schiff seine letzte Überfahrt und ging anschließend trotz seiner erst knapp 18 Dienstjahre zum Abbruch an die Abwrackwerft von Cantieri di Portovenere in La Spezia, wo es am 2. Juli 1969 eintraf.